# Stadtkirche (Johanngeorgenstadt)

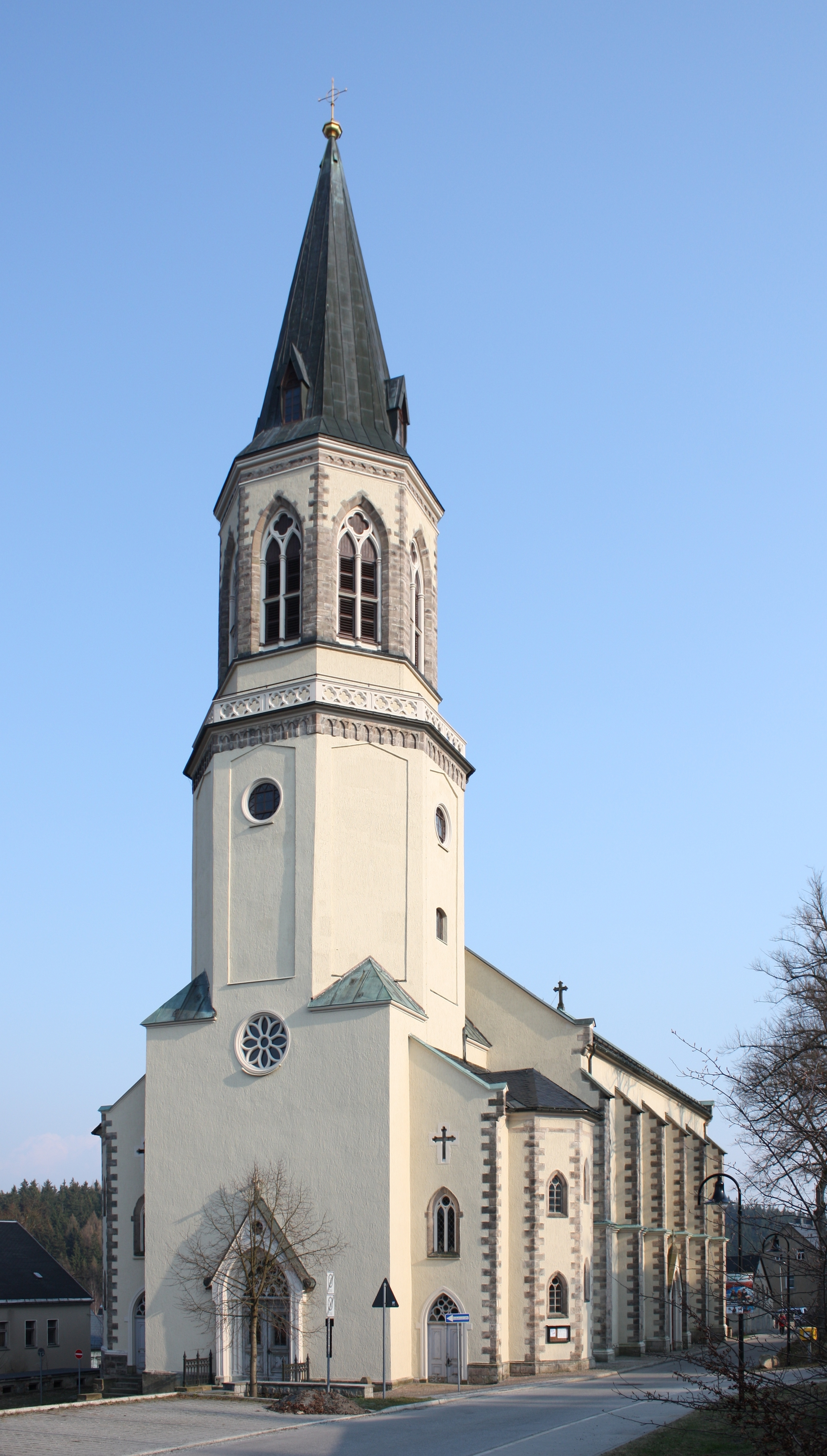
Stadtkirche Johanngeorgenstadt

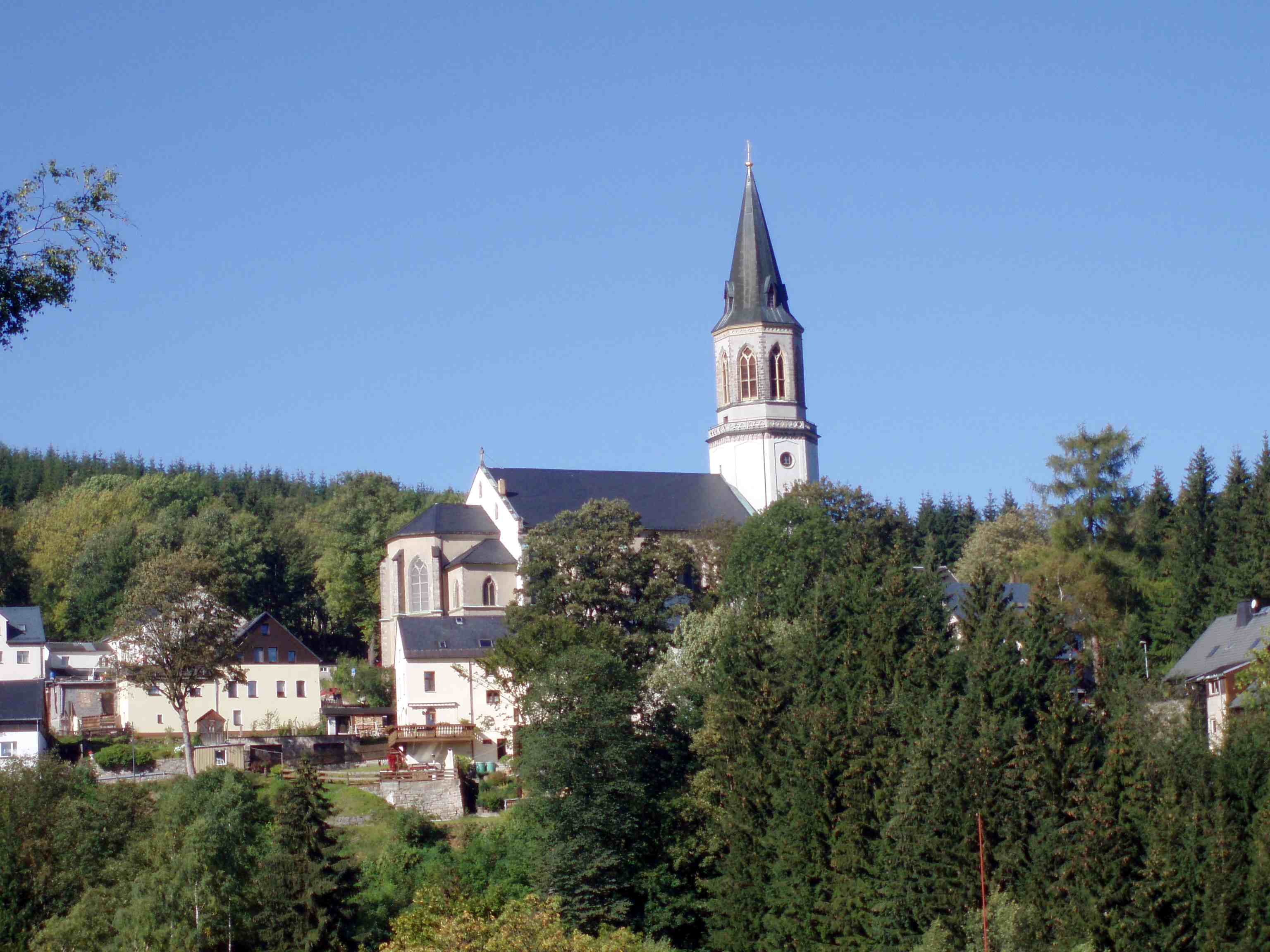
Ansicht von Osten

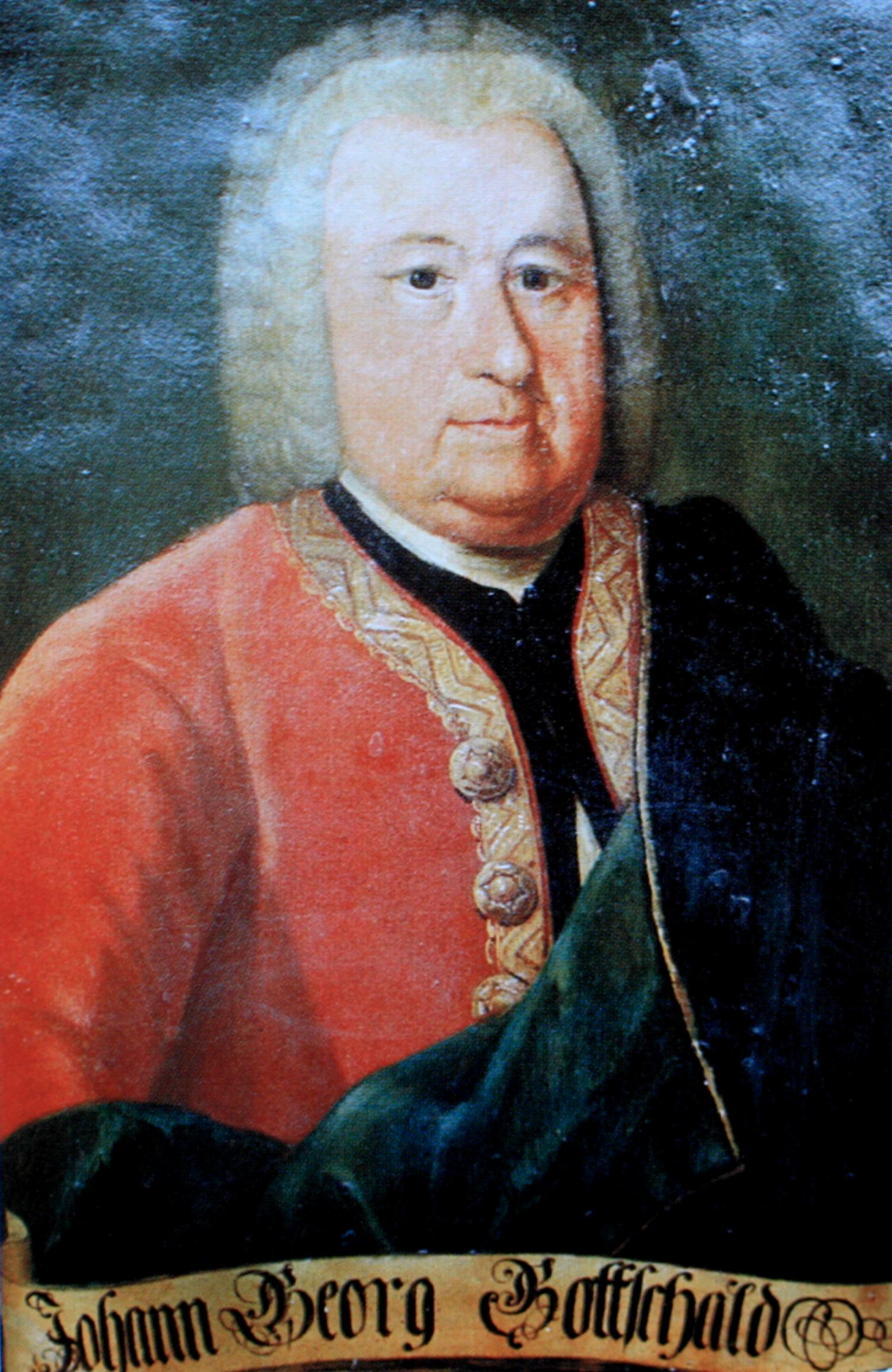
Gemälde von Johann Georg Gottschald, 1991 aus der Kirche gestohlen

Die evangelisch-lutherische Stadtkirche in Johanngeorgenstadt ist eine neugotische Hallenkirche im sächsischen Erzgebirge.

## Geschichte
Nachdem die ursprüngliche, 1655 bis 1657 im Zuge der Gründung der Exulantenstadt Johanngeorgenstadt gebaute Kirche mit einem von 1687 bis 1710 entstandenen Turmbau beim Stadtbrand am 18. August 1867 zerstört worden war, errichtete man von 1869 bis 1872 ein neues Kirchengebäude an derselben Stelle. Für den Neubau unter Leitung der Annaberger Architekten Arnold und Pfau wurde das alte Turmmauerwerk verwendet.
In der Nacht vom 19. zum 20. November 1991 kam es in der Stadtkirche zu einem Diebstahl, bei dem zwei auf verzinntem Eisenblech gemalte Bildnisse des Hammerherrn Johann Georg Gottschald und dessen Ehefrau gestohlen worden sind.

## Architektur
Der Putzbau mit einem eingezogenen, dreiseitig geschlossenen Chor verfügt über einen mächtigen Nordturm und ein zurückgesetztes oktogonales Obergeschoss mit einem spitzen, mit Gaupen besetzten Helm. An den Flanken von Chor und Turm befinden sich zweigeschossige Anbauten mit einer Sakristei und Zugängen zu den Emporen.

## Innenraum
Die kreuzrippengewölbte Halle mit fünf Jochen verfügt über einen Chor in der Breite des Mittelschiffs und zwischen Bündelpfeilern eingespannte Emporen in den Seitenschiffen. Die lebensgroßen Gemälde der Apostel im Chor sind als Porträts von Bürgern der Stadt gestaltet. In den Seitenschiffen befinden sich Darstellungen aus der Geschichte der Johanngeorgenstädter Exulanten, die wie die Chormalerei 1927 von A. Herrmann gefertigt wurden. Derselbe Künstler schuf das Wandgemälde einer Pietà über dem Eingang der zu einer Gefallenengedenkhalle ausgestalteten Turmhalle. Die Ausstattung ist in ihrer neugotischen Ausführung aus der Entstehungszeit der Kirche erhalten geblieben. Das von Gendarmerie-Oberinspektor von Cerrini di Monte Varchi geschenkte Altargemälde entstand um 1800 möglicherweise von der Hand Johann Carl Rößlers aus Dresden und stellt die Erscheinung des Engels vor den drei Marien am leeren Grab dar und führt vom Klassizismus zum Stil der Nazarener. Die drei großen Buntglasfenster entstanden 1899 nach Entwürfen von Josef Goller und stellen mittig das Abendmahl und seitlich die Geburt Christi sowie die Szene Noli me tangere dar. Die Buntglasfenster in den Seitenschiffen wurden 1902 nach Entwürfen von Urban & Goller gefertigt und sind mit Darstellungen der Apostel und ornamentalen Malereien versehen. Die von den Söhnen Urban Kreutzbachs gebaute Orgel mit 35 Registern auf zwei Manualen und Pedal entstand 1872. Sie wurde mehrfach durch die Firmen Eule Orgelbau und Jehmlich überarbeitet. Die beiden Gedenksteine an der Innenseite über dem Eingang entstanden 1655 und 1704 und stammen aus der ersten Kirche. Im Seitenschiff befinden sich außerdem zwei gleich gearbeitete Grabplatten von 1671 und 1686 für Maria Rosina Kircheisen und den Fleischhacker Martin Roth.

### Geläut
Das erste Vorgängergeläut aus der Zeit um 1657 bestand aus drei Bronzeglocken und wurde beim Stadtbrand am 18. August 1867 zerstört. Die am 27. August 1872 geweihte neue Kirche erhielt ein neues Geläut von der Glockengießerei Hermann Große aus Dresden. Das Geläut ist heute noch im Originalzustand erhalten, denn es wurde in beiden Weltkriegen in die Gruppe B eingestuft und musste deshalb nicht als Metallspende abgegeben werden.
Im Folgenden eine Datenübersicht über das Geläut von 1872 bis heute:
| Nr. | Gussdatum | Gießer                        | Durchmesser | Masse   | Inschrift                                                                          |
| --- | --------- | ----------------------------- | ----------- | ------- | ---------------------------------------------------------------------------------- |
| 1   | 1872      | Glockengießerei Hermann Große | 1533 mm     | 2175 kg | Siehe des Herrn Auge siehet auf die, so ihn fürchten und auf seine Güte hoffen     |
| 2   | 1872      | Glockengießerei Hermann Große | 621 mm      | 1385 kg | Kommet her zu mir alle, die ihr mühselig und beladen seid, ich will euch erquicken |
| 3   | 1872      | Glockengießerei Hermann Große | 622 mm      | 678 kg  | Wer da glaubet und getauft wird der wird selig werden                              |

## Persönlichkeiten
Folgende Personen wurden in der Stadtkirche begraben:
- 1666: Johann Löbel
- 1673: Caspar Wittich
- 1688: Magdalena Wittich geb. Epperlein
- 1695: Maria Magdalena Löbel geb. Wittich
- 1696: Johann Gabriel Löbel
- 1707: Abraham Wenzel Löbel